# انصارو
انصارو (به عربی: جماعة أنصار المسلمين في بلاد السودان) نام گروهیست متشکل از پیکارجویان سلفی کشور سودان و نیجریه که در سال ۲۰۱۲ پس از بروز اختلافات، از بوکو حرام جدا شدند. رهبر آن خالد البرنوی از فرماندهان سابق گروه بوکو حرام می‌باشد.

## تفکرات
سخنگوی این گروه در ژانویه ۲۰۱۲ با منتشر کردن پیامی در اینترنت، اقدامات گروه بوکو حرام را خلاف مصلحت امت اسلامی دانست و تصمیمات این گروه را ضد انسانی توصیف کرد. در این پیام اینترنتی آورده شده که ما با ضربه زدن به انسان‌های بیگناه در عملیات‌ها مخالف هستیم.
در واقع این پیام به معنی جدایی رسمی آن‌ها از بوکو حرام بود.
اعضا و فرماندهان انصارو علاقه‌مند به عملیات‌های برون مرزی هستند و عمده تحرکانشان در کشور سودان و نیجر می‌باشد.

## تحرکات
گروه انصارو اکثر عملیات‌های خود را با گروه القاعده هماهنگ می‌کند و به گفته ایالات متحده آمریکا از طرف پیکارجویان القاعده پشتیبانی تسلیحاتی می‌شود.
حمله به معدن اورانیوم فرانسوی‌ها: در ژانویه ۲۰۱۳ اعضای این گروه با حمله به معدن اورانیوم فرانسوی‌ها در نیجریه چندین نفر از نیروهای محلی را کشتند.
حمله به کاروان نیروهای نیجریه: حداقل ۵ نفر از نیروهای ضد شورش نیجریه، در راه بازگشت از عملیات ضد تندروهای اسلامی، توسط کماندوهای انصارو کشته شدند.
'آدم‌ربایی افراد ثروتمند وابسته به غرب:
یکی از مرسوم‌ترین عملیت‌های گروه انصارو در جهت کسب درآمد و ضربه زدن به مخالفان، آدم‌ربایی می‌باشد. در می ۲۰۱۳ سه نفر از مخالفان توسط این گروه ربوده شدند.